# Brynmawr
Brynmawr o Bryn-mawr è una comunità (community) di circa 5 500 abitanti del Galles sud-orientale, facente parte del distretto di contea di Blaenau Gwent (ex-contea: Breconshire). Posta ad un'altitudine di 1250-1500 metri sul livello del mare, è una delle più alte città del Galles.

## Geografia fisica
Brynmawr si trova pochi chilometri a nord-est di Ebbw Vale e Nantyglo.

## Origini del nome
Il toponimo Brynmawr è formato dalle parole gallesi bryn e mawr e significa "alta collina".

## Storia

### Dalla fondazione ai giorni nostri
La località si sviluppò agli inizi del XIX secolo, quando vi fu la necessità di costruire nuove abitazioni per coloro che lavoravano a Nantyglo. All'epoca, sulla collina su cui sorge la cittadina, si ergeva un unico cottage.

## Monumenti e luoghi d'interesse
Tra i luoghi d'interesse nei dintorni, vi è il Parc Nant y Waun.

## Società

### Evoluzione demografica
Al censimento del 2011, la community di Brynmawr contava una popolazione pari a 5 530 abitanti.

## Sport
- Brynmawr RFC, squadra di rugby[6]